# Assurnasirpal I
Assurnasirpal I (em acádio: maš-šur-PAB-A; romaniz.: Aššur-nāṣir-apli I; lit. "Assur é o protetor do herdeiro") foi o rei da Assíria que reinou em 1 050 - 1 031 a.C.. Ele foi filho e sucessor de Samsiadade IV e governou por 19 anos durante um período conturbado da história da Assíria, marcado por fome e guerra com nômades dos desertos do oeste. Ele é mais conhecido por sua oração penitencial a Istar de Nínive.

## Reinado
De acordo com um hino real composto em sua homenagem, Assurnasirpal nasceu “nas montanhas que ninguém conhece”, sugerindo que ele pode ter nascido no exílio, ou talvez um artifício literário, como continua:  
“Eu estava sem entender e não rezei de sua majestade.”  
Relata que, quando Istar o nomeou para a realeza, ele havia restaurado seu culto derrubado. Conhecida em uma única cópia da biblioteca de Assurbanípal, inclui um apelo à deusa para restabelecer a saúde da doença que o afligia, citando sua restauração do templo e devoções, para convencê-la. Ele aborda Istar de Nínive e Istar de Arbil, como se fossem divindades separadas. Uma segunda oração literária fragmentária agradece a ela por seu favor.
Uma única inscrição curta de tijolo vem de seu palácio em Assur,  localizado entre a frente sudoeste do zigurate e o templo de Anuadade. O Obelisco Branco às vezes é atribuído a ele pelos historiadores, mas mais geralmente ao seu xará posterior, Assurnasirpal II, porque seu conteúdo interno (caça, campanhas militares, etc.) corresponde melhor ao que se sabe sobre seu reinado. A Lista de Reis Sicrônicos fornece seu equivalente babilônico como Cassunadinaque (r. 1006–1004 a.C.), mas provavelmente apenas para fins estilísticos, pois parece não ter havido contato registrado entre os reinos durante esse período.
Assurnasirpal I foi sucedido por seu filho, Salmanaser II, que o menciona em uma de suas próprias inscrições, e mais tarde por outro filho, o antigo rei assírio Assurrabi II.